# Signalling Connection Control Part
Signalling Connection Control Part (SCCP) — представляет собой сеть слоя протоколов, которая обеспечивает расширенную маршрутизацию, управление потоком, сегментацию, подключение ориентации, и коррекции ошибок средства в сигнальной системе 7 телекоммуникационных сетей. SCCP использует услуги MTP для основной маршрутизации и обнаружения ошибок.
Опубликованная спецификация Спецификация базы SCCP определяется ITU-Т, в рекомендациях Q.711 - Q.714, с дополнительной информацией к разработчикам, предусмотренных Q.715 и Q.716. Там, однако, региональные различия определяются местными органы стандартизации. В Соединенных Штатах, ANSI публикует свои изменения в Q.713, как ANSI T1.112. ТТС публикует в JT-Q.711 к JT-Q.714, и Европейский ETSI публикует ETSI EN 300-009-1: оба из которых документировать свои изменения в технические характеристики ITU-Т.
Маршрутизация объектов за пределами MTP
Хотя MTP предоставляет возможности маршрутизации, основанные на базе Point Code (Код сигнальной точки), SCCP позволяет перенаправлять их с использованием Point Code (Код сигнальной точки) и номера Подсистемы или Глобальной Заголовка.
Point Code (Код сигнальной точки) используется для конкретного узла сети, в то время как адрес номера подсистемы конкретного приложения, доступен на этом узле. SCCP использует процесс, называемый Global Title Translation(перевод глобального заголовка), определяя коды из глобальных заголовков так, чтобы оповестить MTP о том, как маршрутизировать данные сообщения. Сообщения SCCP содержат следующие параметры, которые описывают используемый тип адресации, и как сообщение должно быть направлено:
- Индикатор Адресa
- индикатор маршрутизации
- маршрутизация глобального заголовка
- маршрутизация Point Code (Код сигнальной точки) /номера подсистем
- Индикатор Глобального заголовка

- Переводимый Тип (Translation Type TT),
- Индикатор нумерационного плана (NPI) и Тип номера (TON)
- Глобальный заголовок содержит только Переводимый Тип (TT)

- Индикатор подсистемы

- Номер Подсистемы присутствует
- Номер Подсистемы отсутствует

- Индикатор Point Code (Код сигнальной точки)

- Код сигнальной точки присутствует
- Код сигнальной точки отсутствует

- Глобальное название

- кодировка Адреса Индикатора
- национальная кодировка Адреса Индикатора (Адрес Индикатора является международным если не указывается иное)

Классы протокола:
Класс 0: Базовая установка соединения.
Класс 1: Последовательная установка соединения.
Класс 2: Основные ориентированные подключения.
Класс 3:Подключение и Управление ориентированным потоком.
Класс 4: Исправление ошибок и управление потоком, ориентированным на подключение. Классы протоколов, ориентированных на соединение, предоставляют средства для установки сигнализации соединения для обмена ряд связанных NSDUs.
Классы протоколов, ориентированных на соединение, также обеспечивают сегментирование и сборку возможности. Если ОНС больше, чем 255 байт, он разделен на несколько сегментов, это происходит в узле, до передачи в «данные» поля сообщений DT. Каждый сегмент меньше или равен 255 байт.
Класс 0: Базовая установка соединения
Протокол класса 0 SCCP является самым основным из классов протоколов SCCP. Единицы Сетевой службы данных, передаваемые более высокими уровнями в SCCP, в действующих узлах поставляются в SCCP на более высокие уровни с узла назначения. Они передаются независимо друг от друга. Таким образом, они могут быть доставлены пользователю SCCP вне последовательности. Итак, этот класс протокол соответствует чистому установления соединения сетевого сервиса. Как протоколом без установления соединения, сетевое соединение не устанавливается между отправителем и получателем.
Класс 1: Последовательная установка соединения
SCCP класса 1 расширяет возможности класса 0, с добавлением параметра управления последовательностью в ОНС, который позволяет SCCP пользователю дать указание SCCP, что данный поток сообщений должен быть доставлен в последовательности. Таким образом, протокол класса 1 соответствует расширенной версии протокола без установления соединения с условием доставки в последовательности.
Класс 2: Основные ориентированные подключения
SCCP класса 2 предоставляют средства класса 1, но также позволяет объекту, установить двусторонний диалог с другим объектом с помощью SCCP.
Класс 3: Подключение и Управление ориентированным потоком.
Служба Класса 3 опирается на 2 класс, но поддерживает ускоренные (срочные) сообщения, отправленные и полученные, чтобы SCCP обнаружил их, и перезапустил соединение если это произойдет.